# 생방송 빛날
생방송 빛날은 매주 월요일 ~ 목요일 저녁 6시 15분에 광주MBC로 방송되는 텔레비전 프로그램이다.

## 기획 의도
- 광주 전남지역의 유익한 전달력을 통해 정보와 이슈를 전하는 텔레비전 프로그램이다.

## 구성
- 단신
- 초대석
- 남도한바퀴
- 박지선의 SNS 돋보기
- 빛날人
- 우리동네 맛.zip
- LTE 현장연결
- 빛날 홈운동

## 진행자
- 김귀빈, 손민지

## 역대 진행자
- 류권형
- 정보슬
- 김영은
- 김두식
- 김태일
- 이지은
- 백수진

## 같이 보기
- 생방송 오늘 저녁

| 광주MBC 월요일 ~ 목요일 프로그램 |               |                              |
| 이전                             | 생방송 빛날   | 다음                         |
| 5 MBC 뉴스                       | 생방송 빛날   | MBC 일일연속극 전생에 웬수들 |
| 오후 5시                         | 저녁 6시 10분 | 저녁 7시 15분                |
|                                  |               |                              |